# تیرا دورادا (تگزاس)
تیرا دورادا (به انگلیسی: Tierra Dorada) یک منطقهٔ مسکونی در ایالات متحده آمریکا است که در شهرستان استار، تگزاس واقع شده‌است. تیرا دورادا ۲۸ نفر جمعیت دارد.